# 남해 화방사 지장시왕탱
남해 화방사 지장시왕탱(南海 花芳寺 地藏十王幀)은 대한민국 경상남도 남해군 화방사에 있는 조선시대의 불화이다. 2010년 3월 11일 경상남도의 유형문화재 제496호로 지정되었다.

## 같이 보기
- 남해 화방사

## 참고 문헌
- 남해 화방사 지장시왕탱 - 국가유산청 국가유산포털